# Василий (Кулаков)
Митрополит Василий (в миру Аркадий Юрьевич Кулаков; род. 18 октября 1971, Томск, РСФСР) — архиерей Русской православной церкви, митрополит Екатеринодарский и Кубанский
Тезоименитство — 23 марта (5) апреля (память страстотерпца праведного Василия Мангазейского).

## Биография
Родился 18 октября 1971 года в Томске. Крещён в 1979 году. В 1988 году окончил среднюю школу в Томске.
В 1988—1994 годах обучался в Томском медицинском университете, получил диплом по специальности «Лечебное дело». В 1996 году окончил клиническую ординатуру при Сибирском государственном университете по специальности «Терапия».
В феврале 1997 года принят в число братии Михаило-Архангельского мужского монастыря в селе Козиха Новосибирской области.
4 апреля 1997 года епископом Новосибирским и Бердским Сергием (Соколовым) пострижен в монашество с именем Василий в честь праведного Василия Мангазейского.
23 апреля 1997 года в Вознесенском кафедральном соборе города Новосибирска епископом Сергием рукоположён в сан иеродиакона, 23 августа — в сан иеромонаха.
В монастыре нёс различные послушания, связанные с финансово-хозяйственной деятельностью (заготовка и переработка леса, снабжение, ремонт техники и др.).
С осени 1997 года по 2000 год нёс послушание настоятеля монастырского подворья в селе Верх-Чик Ордынского района Новосибирской области. За этот период в селе был построен храм в честь Введения во храм Пресвятой Богородицы.
В 1998—2000 годы обучался на заочном отделении Томской духовной семинарии.
В 2001 году нёс послушание на подворье монастыря в Новосибирске — на строительстве нового собора в честь Святой Троицы.
В 2002 году по благословению архиепископа Новосибирского и Бердского Тихона нёс послушание настоятеля храма Спаса Нерукотворного в пгт. Венгерово Новосибирской области, на месте которого планировался монастырь. В 2002—2005 годы нёс послушание в пгт. Ордынское Новосибирской области. Помогал в строительстве двух храмов: каменного, в честь Святой Троицы, и деревянного, в честь иконы Божией Матери «Неопалимая Купина».
В 2002—2004 годы обучался в Московской духовной академии. Получил диплом со степенью кандидата богословия.
В марте 2005 года направлен во Владивостокскую епархию для организации монашеской жизни в Свято-Троицком Николаевском мужском монастыре.
11 марта 2005 года архиепископом Владивостокским и Приморским Вениамином назначен наместником Свято-Троицкого Николаевского мужского монастыря в посёлке Горные Ключи Кировского района Приморского края. Утверждён в этой должности решением Священного Синода от 27 декабря 2005 года (журнал № 117). 15 апреля 2006 года указом Святейшего Патриарха Алексия II возведён в сан игумена.
За время его наместничества: построен деревянный храм Живоначальной Троицы на территории монастыря; достроен и отреставрирован каменный храм Преображения Господня (построен в 1917 году, частично разрушен после 1922 года); построен храм великомученика Георгия Победоносца на территории военной части (16 РХБЗ бригада, города Лесозаводск Приморского края); на монастырском подворье в селе Марково Лесозаводского района построен деревянный храм святого благоверного князя Александра Невского (пограничная зона с КНР); на монастырском подворье (станция Ружино, города Лесозаводск) проведена реконструкция каменного храма святителя Николая Чудотворца с целью увеличения площади храма (пристроены приделы).

### Архиерейство
9 июля 2019 года решением Священного Синода избран викарием Хабаровской епархии с титулом «Николаевский».
16 июля 2019 года в храме Всех святых, в земле Русской просиявших, в Даниловом монастыре в Москве управляющим делами Московской патриархии митрополитом Тверским и Кашинским Саввой (Михеевым) возведён в сан архимандрита.
17 июля 2019 года в Тронном зале Патриарших покоев Свято-Троицкой Сергиевой лавры наречён во епископа.
24 июля того же года в соборном Храме Христа Спасителя города Москвы состоялась его архиерейская хиротония, которую совершил Патриарх Кирилл.
25 августа 2020 года Священным Синодом Русской Православной Церкви (журнал № 59) назначен епископом Армавирским и Лабинским.
27 декабря 2023 года решением Священного Синода РПЦ назначен епископом Екатеринодарским и Кубанским, главой Кубанской митрополии, с сохранением за ним временного управления Армавирской епархией, а 3 января 2024 года в Успенском соборе Московского Кремля возведён в сан митрополита.
30 мая 2024 года решением Священного Синода РПЦ митрополиту Василию поручено временное управление Новороссийской епархией.